# Barcelo group
'Barcelo Group' är ett spanskt familjeföretag i hotell- och resebranschen. Företaget är uppdelat i två divisioner, en resedivision med fler än 400 resebyråer , och en hotelldivision med 185 hotell i 15 länder .

## Historik
Företaget grundades år 1931 av Simon Barceló och var ursprungligen ett transportföretag. Det var först år 1954 som företaget öppnar sin första resebyrå.
År 1962 byggde familjen Barceló sitt första hotell på Mallorca, men det dröjde närmare 20 år innan den internationella expansionen började i och med att man öppnade ett hotell i Punta Cana i Dominikanska republiken. År 1990 öppnades det första hotellet i Latinamerika, och år 1992 öppnade man som första spanska företag ett hotell i USA 
.